# ソード・ワールド2.0シナリオ集
『ソード・ワールド2.0シナリオ集』（ソード・ワールド2.0シナリオしゅう）は、テーブルトークRPGソード・ワールド2.0のサプリメントである。
2009年8月現在、2冊が発行されている。

## 内容
ソード・ワールド2.0に対応したシナリオ集であり、内容もシナリオが中心である。
各巻とも以下のような構成になっている。
- プロローグ
- シナリオ1
- シナリオの作り方
- シナリオ2
- エピローグ
- 解説
- データセクション

シナリオは、1つ目が作ったばかりのキャラクター向け、2つ目が1つ目を終了させたキャラクター向けの難易度となっている。2つのシナリオはストーリー上つながっているが、1つ目をプレイせずに2つ目をプレイすることも可能である。
作り方の章は、新米プレイヤーが先輩の指導を受けながらシナリオを作成するという内容である。シナリオの作成過程が、順序立てて解説されている。
プロローグとエピローグでは、シナリオをプレイする前とプレイした後のプレイヤーの様子がかかれている。
データセクションには、シナリオに登場したがルールブックに載っていない魔物やアイテムのデータ、NPCのデータが掲載されている。

## 収録シナリオ
洞窟の蛮族と失われた魔剣
1巻の1つ目のシナリオ
主人公たちは、町の近くの洞窟に住む蛮族の退治を依頼される。その洞窟には、魔剣の情報が眠っているという。
魔剣が眠る迷宮
1巻の2つ目のシナリオ
洞窟で手に入れた羊皮紙には、魔剣が眠る迷宮の手掛かりが書かれていた。主人公たちは魔剣を手に入れるために迷宮へ向かう。
歌声の消えた森
2巻の1つ目のシナリオ
主人公たちは、吟遊詩人を迎えに行くという依頼を受ける。ところが、待ち合わせ場所に行くと吟遊詩人はさらわれていた。主人公たちは救出のために森に入る。
森林を舞台としたウィルダネスアドベンチャーである。
パスカの祝祭
2巻の2つ目のシナリオ
祝祭を数日後に控えたパスカの街で、若者が石になるという事件が発生する。主人公たちはこの事件の真相の究明を依頼される。
シティアドベンチャーである。

## 書籍
著者は北沢慶・グループSNE
富士見書房富士見ドラゴンブックより刊行されている。
1. 挑戦!魔剣が呼ぶ迷宮（本文中では「1巻」と記載） ISBN 978-4-8291-4530-2
2. 風雲!歌声が響く都市（本文中では「2巻」と記載） ISBN 978-4-8291-4537-1